# Wilhelm Enckell
Wilhelm Jakob Toussaint Enckell, född 1990, är en finländsk skådespelare.

## Biografi
Enckell har en magisterexamen i teaterkonst från Konstuniversitetets Teaterhögskola. Han har bland annat medverkat i filmen Tove där han spelade Lars Jansson, bror till Tove Jansson. I TV-serien Vakuum spelade han, Vicke, en av de bärande karaktärerna. I TV-serien Hallonbacken spelar han doktor Funck på sanatoriet. Han är son till den finlandssvenska skådespelaren Robert Enckell, som i filmen Tove spelade Viktor Jansson, far till Lars Jansson.

## Filmografi (i urval)
- 2019 – 2022 (TV-serie)
- 2020 – Tove
- 2021 – Den svavelgula himlen
- 2022 – Sininen enkeli (TV-serie)
- 2023 – Hallonbacken (TV-serie)
- 2024 – Jarno och jag (TV-serie)